# Idiocera orthophallus
Idiocera orthophallus là một loài ruồi trong họ Limoniidae. Chúng phân bố ở miền Cổ bắc.